# Шадрино (Кировская область)
Шадрино — село в составе Опаринского района Кировской области. 

## География
Находится на расстоянии примерно 57 километров по прямой на юг-юго-запад от районного центра поселка Опарино.

## История
Село известно с 1890 года, когда здесь была освящена церковь Михаила Архангела. В 1926 году отмечено дворов 7 и жителей 31, в 1950 15 и 29, в 1989 году было 54 жителя. До 2021 года входило в Стрельское сельское поселение Опаринского района, ныне непосредственно в составе Опаринского района.

## Население
Постоянное население  составляло 25 человек (русские 100%) в 2002 году, 13 в 2010.